# 日本脚本アーカイブズ推進コンソーシアム
一般社団法人日本脚本アーカイブズ推進コンソーシアム（いっぱんしゃだんほうじんにほんきゃくほんアーカイブズすいしんコンソーシアム）は、日本におけるテレビ番組（ドラマなど）の、脚本・台本を収集し一部公開をする活動をしている団体で、2012年に設立された。本部所在地は、千代田区四番町の日本放送作家協会内。ここではその前身である「日本脚本アーカイブズ特別委員会」についても取り上げる。

## 歴史
2003年3月の国会・総務委員会における、市川森一（当時の日本放送作家協会理事長だった脚本家）の証言が、きっかけ。賛意が得られ、同協会内に「日本脚本アーカイブズ特別委員会」が発足された。
国外では文化遺産として残し伝えていこうという動きもあるが、これまで日本においては組織的に収集し保存する活動は皆無に近く、多くの古いテレビ脚本資料は廃棄・散逸されている状況だったという。
2005年10月、文化庁の支援や足立区の協力を得て、区内・北千住の「学びぴあ21」内に「日本脚本アーカイブズ準備室」を設置し、活動を開始。テレビ関係者や遺族からの寄贈などにより、2008年10月段階で2万5000冊強の脚本・台本が集まった。
2012年3月31日をもって「日本脚本アーカイブズ特別委員会」は解散となり、この「日本脚本アーカイブズ推進コンソーシアム」へ引き継がれた。
2014年4月中旬から、テレビ番組（およそ1980年以前に放送された作品）の脚本・台本約2万7000冊が、国立国会図書館で公開されることが決定。17日から東京・永田町の東京本館で、その公開が始まった。それ以降の年代の約1万8000冊は川崎市市民ミュージアムに寄贈することが決まり、今後そちらで公開される予定という。
2018年3月30日、日本アニメ脚本・脚本家データベースを公開。

## 役員一覧
2017年6月時点
代表理事
- 池端俊策（日本放送作家協会　日本脚本家連盟）

副代表理事
- 上滝徹也（日本大学芸術学部 名誉教授）
- 今野勉（放送人の会 代表幹事）

常務理事
- 石橋映里（事務局代表  日本放送作家協会常務理事）

理事
- 入山さと子（日本放送作家協会　日本脚本家連盟）
- 大寺廣幸（日本民間放送連盟理事待遇）
- 尾崎充信（NHKエンタープライズ　日本映画テレビプロデューサー協会理事）
- 北村充史（放送人の会理事）
- 木田幸紀（日本放送協会専務理事　日本映画テレビプロデューサー協会会長）
- 金子成人（日本脚本家連盟理事）
- 福井健策（弁護士）
- 藤沢浩一（日本放送協会）
- 吉見俊哉（東京大学大学院情報学環教授）
- 若泉久朗（日本放送協会　日本映画テレビプロデューサー協会副会長）
- 香取俊介（日本放送作家協会理事）
- さらだたまこ（日本放送作家協会理事長）

## 主な協力・支援団体
順不同
日本脚本アーカイブズ（2012年まで）
- 東京大学大学院情報学環
- 放送人の会
- 日本民間放送連盟
- 日本放送協会（NHK）
- 足立区
- JKA（「RING!RING!プロジェクト」）
- 住友生命保険相互会社
- 日本脚本アーカイブズ倶楽部

日本脚本アーカイブズ推進コンソーシアム
- 東京大学大学院情報学環
- 放送人の会
- 日本民間放送連盟
- 日本放送協会（NHK）
- NHK放送博物館
- 放送番組センター
- 放送批評懇談会
- 日本脚本家連盟
- 日本シナリオ作家協会
- 日本放送作家協会
- 文藝家協会
- 日本動画協会
- 東京国立近代美術館フィルムセンター
- 文化庁
- 総務省
- 国立国会図書館

## 書籍など

### 日本脚本アーカイブズ特別委員会
- 「日本脚本アーカイブズ調査・研究報告書 1(平成17年度) (脚本・台本の現状と管理・保管の実態)」2005.3
- 「日本脚本アーカイブズ調査・研究報告書 2(平成18年度) (脚本・台本は記憶と記録の宝庫)」2007.3
- 「日本脚本アーカイブズ調査・研究報告書 3(平成19年度) (デジタル化・世界はいま)」2008.3
- 「日本脚本アーカイブズ調査・研究報告書 4(平成20年度) (ソフトパワーの拠点化を)」2009.3
- 「日本脚本アーカイブズ調査・研究報告書 5(平成21年度) (人類の記憶の鏡として)」2010.3
- 「日本脚本アーカイブズ調査・研究報告書 6(平成22年度)」2011.3
- 「日本脚本アーカイブズ調査・研究報告書 7(平成23年度 (最終版))」2012.3
- 「日本脚本アーカイブズメールマガジン 平成22年度」2009-2011
- 「文化はめぐる : 文化アーカイブズ活性化シンポジウム」2011.1